# Championnats du monde de marathon (canoë-kayak) 2006
Navigation
Championnats du monde de marathon 2005 Championnats du monde de marathon 2007
Les 14e championnats du monde de marathon en canoë-kayak de 2006 se sont tenus à Trémolat en France du 23 au 24 septembre 2006, sous l'égide de la Fédération internationale de canoë.

## Podiums

### Sénior

#### K1
| Rang               | Athlète          | Pays           | Temps           |
| ------------------ | ---------------- | -------------- | --------------- |
| Médaille d'or      | Shaun Rubenstein | Afrique du Sud | 2 h 33 min 35 s |
| Médaille d'argent  | Manuel Busto     | Espagne        | 2 h 33 min 36 s |
| Médaille de bronze | Emilio Merchan   | Espagne        | 2 h 33 min 36 s |

| Rang               | Athlète       | Pays        | Temps           |
| ------------------ | ------------- | ----------- | --------------- |
| Médaille d'or      | Anna Hemmings | Royaume-Uni | 2 h 11 min 11 s |
| Médaille d'argent  | Renata Csay   | Hongrie     | 2 h 11 min 17 s |
| Médaille de bronze | Beatriz Gomes | Portugal    | 2 h 11 min 30 s |

#### K2
| Rang               | Athlète                              | Pays           | Temps           |
| ------------------ | ------------------------------------ | -------------- | --------------- |
| Médaille d'or      | Manuel Busto Fernandez Oier Aizpurua | Espagne        | 2 h 23 min 23 s |
| Médaille d'argent  | Shaun Rubenstein Shaun Biggs         | Afrique du Sud | 2 h 23 min 24 s |
| Médaille de bronze | Tamas Homoki Attila Jambor           | Hongrie        | 2 h 23 min 24 s |

| Rang               | Athlète                        | Pays     | Temps           |
| ------------------ | ------------------------------ | -------- | --------------- |
| Médaille d'or      | Anne Lolk Thomsen Mette Barfod | Danemark | 2 h 02 min 32 s |
| Médaille d'argent  | Vivien Follath Renata Csay     | Hongrie  | 2 h 02 min 32 s |
| Médaille de bronze | Berenike Faldum Agnes Szabo    | Hongrie  | 2 h 04 min 28 s |

#### C1
| Rang               | Athlète                 | Pays    | Temps           |
| ------------------ | ----------------------- | ------- | --------------- |
| Médaille d'or      | Edvin Csabai            | Hongrie | 2 h 13 min 33 s |
| Médaille d'argent  | Jose Alfredo Bea Garcia | Espagne | 2 h 13 min 42 s |
| Médaille de bronze | Bertrand Hémonic        | France  | 2 h 15 min 47 s |

#### C2
| Rang               | Athlète                                | Pays     | Temps           |
| ------------------ | -------------------------------------- | -------- | --------------- |
| Médaille d'or      | Edvin Csabai Attila Györe              | Hongrie  | 2 h 05 min 59 s |
| Médaille d'argent  | Oscar Grana Blanco Ramon Ferro de Dias | Espagne  | 2 h 06 min 11 s |
| Médaille de bronze | Nuno Barros Jose Sousa                 | Portugal | 2 h 07 min 35 s |

### Junior

#### K1
| Rang               | Athlète             | Pays     | Temps           |
| ------------------ | ------------------- | -------- | --------------- |
| Médaille d'or      | Étienne Hubert      | France   | 1 h 31 min 51 s |
| Médaille d'argent  | Quentin Urban       | France   | 1 h 31 min 54 s |
| Médaille de bronze | Laurens Pannecoucke | Belgique | 1 h 31 min 59 s |

| Rang               | Athlète       | Pays        | Temps           |
| ------------------ | ------------- | ----------- | --------------- |
| Médaille d'or      | Louisa Gurski | Royaume-Uni | 1 h 39 min 40 s |
| Médaille d'argent  | Lani Belcher  | Australie   | 1 h 39 min 44 s |
| Médaille de bronze | Erika Medveow | Hongrie     | 1 h 41 min 58 s |

#### K2
| Rang               | Athlète                            | Pays        | Temps           |
| ------------------ | ---------------------------------- | ----------- | --------------- |
| Médaille d'or      | Quentin Urban Étienne Hubert       | France      | 1 h 27 min 06 s |
| Médaille d'argent  | Andrew Daniels Stuart Hasting      | Royaume-Uni | 1 h 27 min 08 s |
| Médaille de bronze | René Holten Poulsen Emil Lovenrose | Danemark    | 1 h 27 min 20 s |

| Rang               | Athlète                          | Pays               | Temps           |
| ------------------ | -------------------------------- | ------------------ | --------------- |
| Médaille d'or      | Louisa Gurski Jessica Walker     | Royaume-Uni        | 1 h 34 min 33 s |
| Médaille d'argent  | Martina Víchová Marcela Krausová | République tchèque | 1 h 34 min 34 s |
| Médaille de bronze | Judit Buchmüller Zita Lakner     | Hongrie            | 1 h 34 min 36 s |

#### C1
| Rang               | Athlète          | Pays      | Temps           |
| ------------------ | ---------------- | --------- | --------------- |
| Médaille d'or      | Stéphane Hascoët | France    | 1 h 43 min 12 s |
| Médaille d'argent  | Matej Rusnak     | Slovaquie | 1 h 43 min 13 s |
| Médaille de bronze | Michael Franz    | Allemagne | 1 h 43 min 37 s |

## Tableau des médailles
| Rang  | Nation         | Or | Argent | Bronze | Total |
| ----- | -------------- | -- | ------ | ------ | ----- |
| 1     | Hongrie        | 2  | 2      | 2      | 6     |
| 2     | Espagne        | 1  | 3      | 1      | 5     |
| 3     | Afrique du Sud | 1  | 1      | 0      | 2     |
| 4     | Danemark       | 1  | 0      | 0      | 1     |
| -     | Royaume-Uni    | 1  | 0      | 0      | 1     |
| 6     | Portugal       | 0  | 0      | 2      | 2     |
| 7     | France         | 0  | 0      | 1      | 1     |
| Total | Total          | 6  | 6      | 6      | 18    |